# Volley2b
Volley2b is een Nederlandse volleybalvereniging, gevestigd in Lansingerland.

## Geschiedenis
Volley2b is in 2007 opgericht uit een fusie van de volleybalverenigingen: Valeas en Volleybalvereniging Berkel (VV Berkel). Deze clubs waren voorheen concurrenten van elkaar. Beide plaatsnamen beginnen met een 'B' daarom is gekozen voor de naam: Volley 2 b. Deze naam kan fonetisch ook klinken als: Volley to be. Wat in het Engels verwijst naar: "Volley zijn". Volley2b is een middelgrote vereniging met ongeveer 400 leden. Volley2b beschikt over een jeugdafdeling evenals een recreantenafdeling en een seniorenafdeling. In het logo werden destijds de clubkleuren van beide clubs opgenomen. Een rode 'V' voor Valeas en een blauwe '2' en 'B' voor VV Berkel. In 2009 sloot er zich een derde vereniging aan. Spanning 220 was de volleybalvereniging uit gemeente Bleiswijk. Net als de drie gemeentes die samen Lansingerland vormden, waren nu ook de drie verenigingen tot één gefuseerd. In 2013 kreeg de club een nieuw logo in de vorm van een modern vormgegeven 'oranje' met 'zwarte' volleybal. De tenues zijn ook over gegaan op zwart en oranje welke de hedendaagse clubkleuren vormen.

## Volleybal Award
In 2017 werd Volley2b genomineerd voor de 'Volleybal Award', een prijs bedacht en uitgereikt door de NeVoBo. Volley2b deed toen een video-inzending die bij de laatste drie van Nederland terechtkwam. Bij de uitreiking bleek Sliedrecht Sport de winnaar van de prijs.